# Kota Belud
Huyện Kota Belud là một huyện thuộc bang Sabah của Malaysia. Huyện Kota Belud có dân số thời điểm năm 2010 ước tính khoảng 90121 người.